# Rodan (personaggio)
(Professor Isokawa)
Rodan (ラドン?, Radon) è un kaijū (mostro misterioso) che fece il suo debutto nel film della Toho Rodan, il mostro alato, per poi diventare un personaggio ricorrente nella serie di Godzilla. Si tratta di un gigantesco pteranodonte irradiato capace di volare a velocità supersoniche e di creare spostamenti d'aria distruttivi.
È stato generalmente ben accolto dai fan e i recensori; IGN lo assegnò al sesto posto nella sua lista dei dieci miglior mostri del cinema giapponese, mentre la rivista Complex lo mise al quindicesimo posto del suo elenco dei "quindici mostri giapponesi più tosti".

## Biografia del personaggio

### Era Shōwa
Rodan nasce insieme ad una femmina della sua specie nell'interno del monte Aso, dopo che vengono svegliati dai minatori. I due crescono rapidamente nutrendosi di libellule giganti, per poi causare caos negli spazi aerei di Cina, le Filippine ed Okinawa prima di atterrare e distruggere Fukuoka. Le Forze di autodifesa giapponesi rintracciano i due pterosauri al monte Aso e bombardano il vulcano fino all'eruzione. La femmina viene avvolta nel magma e Rodan, incapace di lasciarla, si butta insieme a lei. Otto anni dopo, nel 1964, viene liberato quando la meteora di King Ghidorah sconvolge la zona. Si scontra con Godzilla, rivelandosi immune al suo raggio atomico.
Mothra interviene e cerca di convincere i due combattenti ad unirsi a lei per sconfiggere King Ghidorah, ma i due rifiutano, fino a che non vedono Mothra tentare di affrontare il drago da sola. Dopo aver sconfitto Ghidorah sulla Terra, Rodan viene trasportato sul Pianeta X insieme a Godzilla per combattere di nuovo con Ghidorah. I due vengono poi posseduti dagli abitanti del pianeta per soggiogare la Terra, ma riescono ad avere la meglio contro Ghidorah una volta liberati. Rodan, insieme a tutti gli altri mostri terrestri, viene trasportato all'isola dei mostri, ma nel 1999 vengono posseduti dagli alieni Kilaak, che li costringono a distruggere le capitali del mondo.
Dopo aver distrutto Mosca, Rodan viene liberato dal suo controllo mentale e si reca sul Fuji insieme agli altri mostri per distruggere la base Kilaak protetta di King Ghidorah. Dopo aver partecipato nello scontro finale contro il drago spaziale, Rodan torna all'isola dei mostri per vivere in pace.

### Era Heisei
Nel 1993 Rodan appare insieme ad un uovo di godzillasauro (che considera come un fratello) su Adonoa Island. Attacca un gruppo di geologi intenti a rubare l'uovo, per poi scontrarsi con Godzilla, attratto dai richiami telepatici dell'uovo. Rodan viene sconfitto, e l'uovo trasportato a Kyoto. Si risveglia dopo aver avvertito la paura del godzillasauro ormai schiuso, e si reca a Kyoto, potenziato e ora capace di emettere un raggio d'uranio, tale forma viene chiamata Fire Rodan (ファイヤーラドン?, Faiyā Radon).
Una volta arrivato in Giappone, distrugge l'elicottero che trasporta Baby Godzilla, rapendolo. I giapponesi mandano Garuda (un potente elicottero militare) e Mechagodzilla a riprendere il cucciolo, che era un'esca per attirare e uccidere Godzilla. Rodan riesce a sconfiggere Garuda dopo una battaglia aerea, ma viene ferito gravemente dal cannone plasma di Mechagodzilla. Poco dopo anche Godzilla viene ucciso, ma Rodan atterra su di lui e si dissolve in una polvere che oltre a riportare in vita l'amico caduto scioglie anche lo scudo di Mechagodzilla che viene distrutto da Godzilla.

### Era Millennium
In Gojira - Final Wars, ambientato nel futuro lontano, Rodan viene posseduto dagli Xiliani e costretto a soggiogare la Terra insieme a vari altri mostri. Quando Godzilla si libera della sua prigione nell'Antartide, Rodan viene mandato insieme ad Angilas e Re Sisar a combatterlo, ma vengono tutti e tre sconfitti.

### MonsterVerse
Nel film Godzilla II - King of the Monsters, Rodan viene mantenuto in ibernazione all'interno di un vulcano, situato nella fittizia Isla de Mara, al largo della costa orientale del Messico. In questa trasposizione, Rodan è alto 46,94 metri (154 piedi), con un'apertura alare di 265,48 metri (871 piedi), il che rende questa versione la più "corta" del personaggio, ma anche quella con l'apertura alare più grande. Nel film, Rodan viene indicato dalla popolazione locale come un demone del fuoco, in grado di radere al suolo intere città, solo con il battito delle sue ali.
Nel film, il colonnello Alan Jonah comanda alla Dr. Emma Russell di usare il dispositivo bio-sonar ORCA per risvegliare Rodan. Una volta risvegliatosi Rodan erutta dal vulcano in cui era contenuto, e viene attirato dai jet della Monarch verso King Ghidorah, con il quale ingaggia una battaglia area che si conclude con la sconfitta di Rodan. Dopo che Godzilla viene apparentemente ucciso da Ghidorah, Rodan si inchina dinanzi a quest'ultimo riconoscendo come predatore alfa. Durante la battaglia di Boston, Rodan viene costretto da Ghidorah a combattere contro Mothra che, dopo una brutale battaglia aerea, riesce a sconfiggerlo trapassandolo con il suo pungiglione. Dopo la vittoria di Godzilla su King Ghidorah, Rodan e tutti gli altri Titani si inchinano a lui.

## Concezione e sviluppo

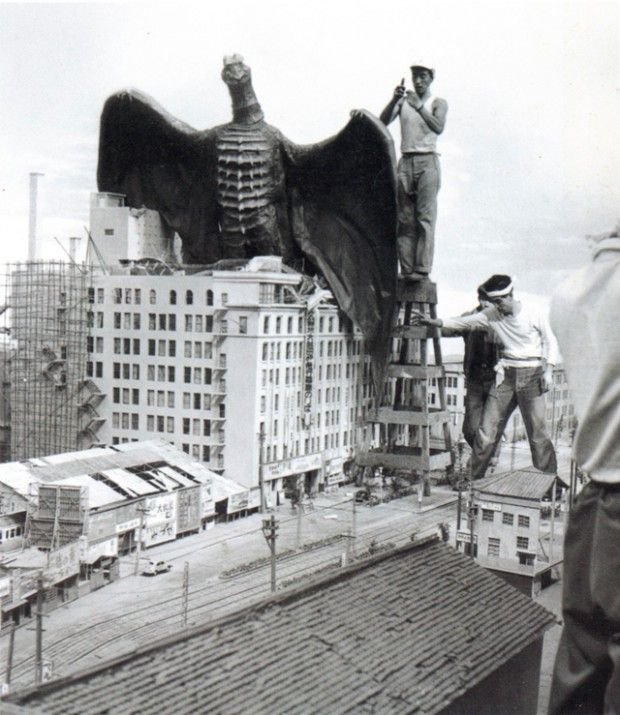
Dietro le quinte di Rodan, il mostro alato

### Nome
Il nome giapponese Radon è una contrazione di "pteranodon", ma fu cambiato a "Rodan" nei doppiaggi inglesi per evitare confusione con l'elemento radon.

### Sviluppo
Come nel caso di Godzilla, lo sceneggiatore Ken Kuronuma trasse ispirazione per il personaggio dagli animali preistorici, ma al contrario del primo, la cui specie rimane ambigua, Rodan viene esplicitamente identificato come una specie di Pteranodon. Mentre Godzilla fu concepito come un simbolo della minaccia nucleare statunitense, Rodan fu visto come l'incarnazione dello stesso pericolo posto dall'Unione Sovietica.
L'aspetto originale del personaggio originariamente fu raffigurato in color castano, ed alla sua faccia fu dato un aspetto minaccioso con un becco dentato, che sarebbe poi scomparso nelle sue successive apparizioni per enfatizzare il suo nuovo ruolo eroico. Rodan fu animato con un costume e una marionetta per le scene di volo. Durante le scene dove il personaggio era a terra, fu interpretato da Haruo Nakajima, che quasi affogò quando i fili che tenevano il costume sopra una piscina si spezzarono. In Ghidorah! Il mostro a tre teste, il costume di Rodan era di qualità visibilmente inferiore del primo, avendo una faccia più comica, un collo tozzo che a malapena nascondeva la forma della testa dell'attore e ali triangolari. La modificazione della faccia fu deliberata, siccome Rodan era ormai diventato un personaggio più eroico che tragico. Un nuovo costume fu fabbricato per L'invasione degli astromostri che assomigliava più a quello originale, avendo ali più arrotondate e una faccia più smilza. La stessa faccia fu mantenuta in Gli eredi di King Kong.
Rodan riapparse in Gojira VS Mekagojira, questa volta raffigurato come una marionetta manipolata coi fili e vari pupazzi a guanto. Il direttore degli effetti speciali, Koichi Kawakita, tentò di rendere lo scontro fra Rodan e Godzilla più fisico possibile, avendo ricevuto critiche sul fatto che le lotte tra mostri precedenti da lui realizzate vi erano troppi raggi emessi come armi dalle creature.
Nel 2014, la Legendary Pictures annunciò di aver acquisito i diritti su Rodan, Mothra e King Ghidorah dalla Toho, per utilizzare i tre personaggi nel loro MonsterVerse. Nella scena dopo i titoli di coda del film Kong: Skull Island (2017), Rodan appare in una serie di pitture rupestri, insieme a Godzilla, Mothra e King Ghidorah. Una chiamata del casting confermò che Rodan, Mothra e King Ghidorah sarebbero stati presenti nel film Godzilla II - King of the Monsters (2019). Il marketing virale per il film mostrò il nuovo design del personaggio la struttura scheletrica era simile a quella di uno Pteranodon, sebbene le proporzioni fossero più simili a quelle di un uccello, con una testa più piccola del corpo, un becco uncinato simile a quello dei rapaci, e due corni dietro la testa. La pelle della creatura è coriacea e dotata di strati di magma solidificato che funge da armatura naturale per il mostro.

### Ruggito
Lo strillo di Rodan fu creato dal tecnico del suono Ichiro Minawa, che replicò la "tecnica del contrabasso" usato dal compositore Akira Ifukube per Godzilla, ma lo sovrappone con un urlo umano accelerato. Il suono sarebbe poi stato modificato e usato per vari altri mostri apparsi nei film di Toho, inclusi l'incarnazione Heisei di King Ghidorah e Battra.

## Filmografia
- Rodan, il mostro alato (Sora no daikaijû Radon) (1956), di Ishirō Honda
- Ghidorah! Il mostro a tre teste (San daikaijû: Chikyu saidai no kessen) (1964), di Ishirō Honda
- L'invasione degli astromostri (Kaijû daisenso) (1965), di Ishirō Honda
- Gli eredi di King Kong (Kaijû sôshingeki) (1968), di Ishirō Honda
- Gojira Minira Gabara - All kaijū dai shingeki (1969), di Ishirō Honda (menzionato)
- Godzilla contro i giganti (1972), di Jun Fukuda
- Ai confini della realtà (1973), di Jun Fukuda
- Distruggete Kong! La Terra è in pericolo! (1975), di Ishirō Honda (Stock Footage)
- Sayonara Jupiter (1985), di Kōji Hashimoto e Sakyō Komatsu (Stock Footage)
- Gojira VS Mekagojira (1993), di Takao Okawara
- Gojira - Final Wars (2004), di Ryūhei Kitamura
- Godzilla - Il pianeta dei mostri (2017), di Kōbun Shizuno e Hiroyuki Seshita
- Kong: Skull Island (2017), di Jordan Vogt-Roberts (cameo)
- Godzilla II - King of the Monsters (Godzilla: King of the Monsters) (2019), di Michael Dougherty

## Altri media

### Televisione
- Godzilla Island (1997-1998)

### Videogiochi
- Gojira-kun
- Godzilla (Gameboy)
- Battle Soccer
- Circus Caper (cameo)
- Rodan (NES) (mai realizzato)
- Godzilla, King of the Monsters (Gameboy)
- Godzilla 2: War of the Monsters
- Godzilla (Arcade) (cameo)
- Godzilla: Giant Monster March
- Godzilla: Battle Legends
- Godzilla: Archipelago Shock
- Godzilla: Heart-Pounding Monster Island!!
- Godzilla: Trading Battle
- Godzilla Generations
- Godzilla: Domination!
- Godzilla: Destroy All Monsters Melee
- Godzilla: Save the Earth
- CR Godzilla 3S-T Battle
- Godzilla: Unleashed (Wii e PlayStation 2)
- Godzilla Unleashed: Double Smash
- CR Godzilla: Descent of the Destruction God
- Godzilla: Daikaiju Battle Royale
- Godzilla: Kaiju Collection
- Godzilla: The Game (2014)

### Fumetti
- Godzilla, King of the Monsters
- Godzilla: Kingdom of Monsters n. 2, 3, 5, 7, 10, 11, 12
- Godzilla: Legends n. 2
- Godzilla: The Half-Century War n. 3
- Godzilla: Ongoing n. 4, 10, 13
- Godzilla: Rulers of Earth n. 1, 2, 3, 4, 5, 6
- Godzilla: Oblivion n. 1
- Godzilla in Hell n. 2
- Godzilla: Gangsters & Goliaths n. 1, 2, 3, 4, 5
- Godzilla n. 1, 2, 3, 4, 10, 12, 13
- Gojira vs. Mekagojira